# Lauralee Bell
Lauralee Kristen Bell (ur. 22 grudnia 1968 w Chicago, w stanie Illinois) – amerykańska aktorka.

## Życiorys
Lauralee Bell jest córką Williama J. Bella i Lee Phillip Bell. Ma dwóch braci – Billa Bella Jr i Bradleya Bella oraz siostrę – Marię Arenę Bell. Lauralee jest najbardziej znana z ról w operach mydlanych. Jej życiową rolą jest rola Christine „Cricket” Blair w operze mydlanej Żar młodości. W roli Christine Blair pojawiła się również w Modzie na sukces.

## Życie prywatne
Lauralee Bell ma męża – fotografa, Martina Scotta. Pobrali się 4 października 1997 roku. Mają syna, Christiana Jamesa Martina (urodził się 17 stycznia 2001 r.), i córkę, Samanthę Lee Martin (urodziła się 28 października 2002 r.). Lauralee prowadzi butik, On Sunset.

## Filmografia

### Filmy
- 1995 – Diagnoza morderstwo jako ”ona sama”
- 1998 – Match Game jako Panelist
- 2005 – Carpool Guy jako Hope
- 2006 – Past Sins jako Donna Erickson

### Seriale
- 1986–2006, 2010 – Żar młodości jako Christine Blair
- 1998 Strażnik Teksasu jako Kim Rivers
- 1999 Niebieski Pacyfik jako Christine
- 2006 CSI: Kryminalne zagadki Miami
- 2007 Moda na sukces jako Christine Blair

## Nagrody
- 1989 – Najlepsza aktorka oper mydlanych